# Сливинский, Алексей Ярославович
Алексе́й Яросла́вович Сливи́нский (8 августа 1972) — украинский гребец-байдарочник, выступал за сборную Украины в период 1994—2003 годов. Участник летних Олимпийских игр в Атланте, чемпион мира, серебряный призёр чемпионатов Европы, победитель многих регат национального и международного значения.

## Биография
Алексей Сливинский родился 8 августа 1972 года. Активно заниматься греблей начал с раннего детства, проходил подготовку вместе со старшим братом Михаилом, который впоследствии стал известным гребцом-каноистом, многократным чемпионом мира и призёром Олимпийских игр.
Первого серьёзного успеха на взрослом международном уровне добился в 1994 году, когда попал в основной состав украинской национальной сборной и побывал на чемпионате мира в Мехико, откуда привёз награду бронзового достоинства, выигранную в зачёте четырёхместных байдарок на дистанции 200 метров. Благодаря череде удачных выступлений удостоился права защищать честь страны на летних Олимпийских играх 1996 года в Атланте — в составе экипажа, куда также вошли гребцы Андрей Петров, Вячеслав Кулида и Андрей Борзуков, на километровой дистанции сумел дойти лишь до стадии полуфиналов, где финишировал четвёртым.
В 1997 году Сливинский выступил на мировом первенстве в канадском Дартмуте, где стал бронзовым призёром в одиночках на двухстах метрах. Год спустя на чемпионате мира в венгерском Сегеде в той же дисциплине получил серебро, ещё через год на аналогичных соревнованиях в Милане вновь был бронзовым призёром. Кроме того, в сезоне 1999 года взял серебро на чемпионате Европы в хорватском Загребе.
На европейском первенстве 2000 года в польской Познани Алексей Сливинский выиграл серебряные медали на дистанции 200 метров среди одиночек и четвёрок. В следующем сезоне на чемпионате мира в той же Познани дважды поднимался на пьедестал почёта, удостоился серебряной награды в одиночках на двухстах метрах и бронзовой в четвёрках на двухстах метрах. В 2003 году на мировом первенстве в американском Гейнсвилле в двухсотметровой гонке байдарок-четвёрок обогнал всех своих соперников и завоевал тем самым медаль золотого достоинства. Вскоре по окончании этих соревнований принял решение завершить карьеру профессионального спортсмена, уступив место в сборной молодым украинским гребцам.